# Kleinbahn Haspe–Voerde–Breckerfeld
| Kursbuchstrecke: | 209-281 (1914)      |                                     |                                     |
| Streckenlänge: | 18,39 km            |                                     |                                     |
| Spurweite: | 1000 mm (Meterspur) |                                     |                                     |
| Stromsystem: | 1200 =              |                                     |                                     |
| Maximale Neigung: | 50 ‰                |                                     |                                     |
| |                     |                                     |                                     |
| \| \| \| von Wuppertal \| \| \| \| \| aus Richtung Hagen Innenstadt \| \| \| \| \| Haspe Corbacher Straße \| \| \| \| 0,00 \| Hagen-Haspe (ehemals Bahnhof) \| Hagen-Haspe (ehemals Bahnhof) \| \| \| \| nach Gevelsberg \| \| \| \| \| nach Dortmund \| \| \| \| \| \| \| \| \| 0,30 \| Dammstraße \| Dammstraße \| \| \| \| Köckingstraße \| \| \| \| \| Andreas-Brauerei \| \| \| \| 2,40 \| Schützenhof \| Schützenhof \| \| \| 3,10 \| Hasperbach \| Hasperbach \| \| \| \| Hasperbacher Mühle \| \| \| \| 4,80 \| Verneis \| Verneis \| \| \| \| Am Werre \| \| \| \| \| Halverscheid \| \| \| \| \| Vockenhagen (bis 1931 Strandbad) \| \| \| \| \| Plessen-Viadukt über den Hasperbach \| \| \| \| 7,40 \| Plessen \| Plessen \| \| \| 9,10 \| Voerde \| Voerde \| \| \| \| Tanneneck \| \| \| \| \| Am Braken \| \| \| \| 11,60 \| Bilstein \| Bilstein \| \| \| 12,30 \| Kotthauser Heide \| Kotthauser Heide \| \| \| 13,10 \| Oberbauer \| Oberbauer \| \| \| \| Steherberg \| \| \| \| 14,70 \| Niedernheede \| Niedernheede \| \| \| 15,10 \| Delle \| Delle \| \| \| \| Brenscheider Weg \| \| \| \| \| Peyinghaus \| \| \| \| \| Brauck \| \| \| \| \| Lück \| \| \| \| 18,39 \| Breckerfeld \| Breckerfeld \| |                     |                                     |                                     |
| Strecke von rechts |                     | von Wuppertal                       | von Wuppertal                       |
| Strecke · U-Bahn-Strecke von links (außer Betrieb) |                     | aus Richtung Hagen Innenstadt       | aus Richtung Hagen Innenstadt       |
| Strecke · U-Bahn-Haltepunkt / Haltestelle (Strecke außer Betrieb) |                     | Haspe Corbacher Straße              | Haspe Corbacher Straße              |
| ehemaliger Dienststation / Betriebs- oder Güterbahnhof · U-Bahn-Strecke (außer Betrieb) | 0,00                | Hagen-Haspe (ehemals Bahnhof)       | Hagen-Haspe (ehemals Bahnhof)       |
| Abzweig geradeaus und ehemals nach links · Strecke von rechts (außer Betrieb) · U-Bahn-Abzweig geradeaus und nach rechts (Strecke außer Betrieb) |                     | nach Gevelsberg                     | nach Gevelsberg                     |
| Strecke nach links · Kreuzung geradeaus unten (Strecke geradeaus außer Betrieb) · U-Bahn-Kreuzung mit Eisenbahn geradeaus unten (Strecke geradeaus außer Betrieb) |                     | nach Dortmund                       | nach Dortmund                       |
| Abzweig mit U-Bahn geradeaus und von links (Strecke außer Betrieb) · U-Bahn-Strecke nach rechts (außer Betrieb) |                     |                                     |                                     |
| Haltepunkt / Haltestelle (Strecke außer Betrieb) | 0,30                | Dammstraße                          | Dammstraße                          |
| Haltepunkt / Haltestelle (Strecke außer Betrieb) |                     | Köckingstraße                       | Köckingstraße                       |
| Haltepunkt / Haltestelle (Strecke außer Betrieb) |                     | Andreas-Brauerei                    | Andreas-Brauerei                    |
| Bahnhof (Strecke außer Betrieb) | 2,40                | Schützenhof                         | Schützenhof                         |
| Haltepunkt / Haltestelle (Strecke außer Betrieb) | 3,10                | Hasperbach                          | Hasperbach                          |
| Haltepunkt / Haltestelle (Strecke außer Betrieb) |                     | Hasperbacher Mühle                  | Hasperbacher Mühle                  |
| Bahnhof (Strecke außer Betrieb) | 4,80                | Verneis                             | Verneis                             |
| Haltepunkt / Haltestelle (Strecke außer Betrieb) |                     | Am Werre                            | Am Werre                            |
| Haltepunkt / Haltestelle (Strecke außer Betrieb) |                     | Halverscheid                        | Halverscheid                        |
| Haltepunkt / Haltestelle (Strecke außer Betrieb) |                     | Vockenhagen (bis 1931 Strandbad)    | Vockenhagen (bis 1931 Strandbad)    |
| Brücke über Wasserlauf (Strecke außer Betrieb) |                     | Plessen-Viadukt über den Hasperbach | Plessen-Viadukt über den Hasperbach |
| Bahnhof (Strecke außer Betrieb) | 7,40                | Plessen                             | Plessen                             |
| Bahnhof · Spitzkehrbahnhof rechts (Strecke außer Betrieb) | 9,10                | Voerde                              | Voerde                              |
| Haltepunkt / Haltestelle (Strecke außer Betrieb) |                     | Tanneneck                           | Tanneneck                           |
| Haltepunkt / Haltestelle (Strecke außer Betrieb) |                     | Am Braken                           | Am Braken                           |
| Haltepunkt / Haltestelle (Strecke außer Betrieb) | 11,60               | Bilstein                            | Bilstein                            |
| Haltepunkt / Haltestelle (Strecke außer Betrieb) | 12,30               | Kotthauser Heide                    | Kotthauser Heide                    |
| Haltepunkt / Haltestelle (Strecke außer Betrieb) | 13,10               | Oberbauer                           | Oberbauer                           |
| Haltepunkt / Haltestelle (Strecke außer Betrieb) |                     | Steherberg                          | Steherberg                          |
| Haltepunkt / Haltestelle (Strecke außer Betrieb) | 14,70               | Niedernheede                        | Niedernheede                        |
| Bahnhof (Strecke außer Betrieb) | 15,10               | Delle                               | Delle                               |
| Haltepunkt / Haltestelle (Strecke außer Betrieb) |                     | Brenscheider Weg                    | Brenscheider Weg                    |
| Haltepunkt / Haltestelle (Strecke außer Betrieb) |                     | Peyinghaus                          | Peyinghaus                          |
| Haltepunkt / Haltestelle (Strecke außer Betrieb) |                     | Brauck                              | Brauck                              |
| Haltepunkt / Haltestelle (Strecke außer Betrieb) |                     | Lück                                | Lück                                |
| Kopfbahnhof Streckenende (Strecke außer Betrieb) | 18,39               | Breckerfeld                         | Breckerfeld                         |

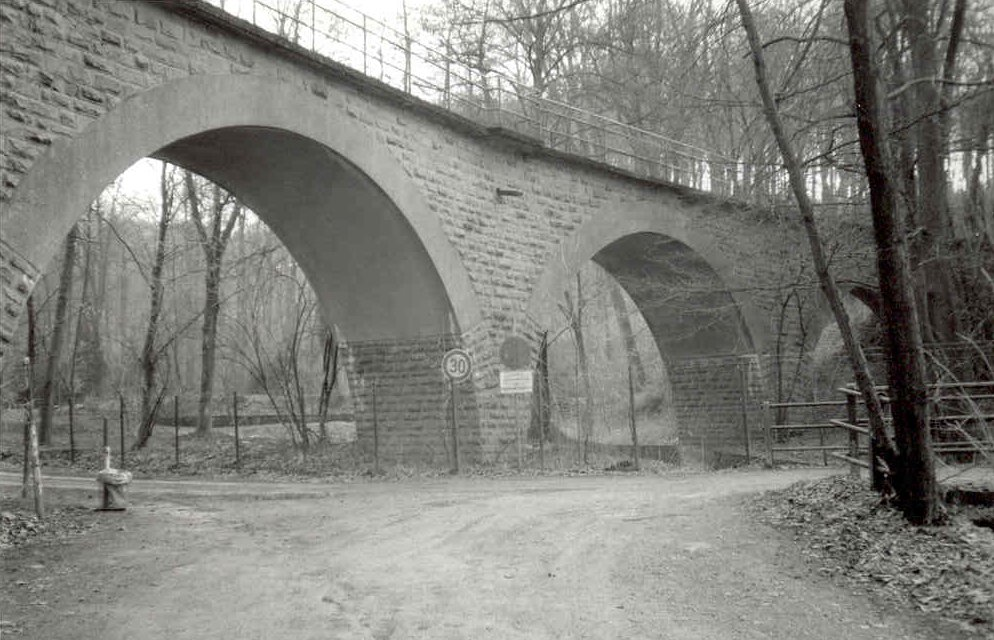
Der Plessen-Viadukt heute

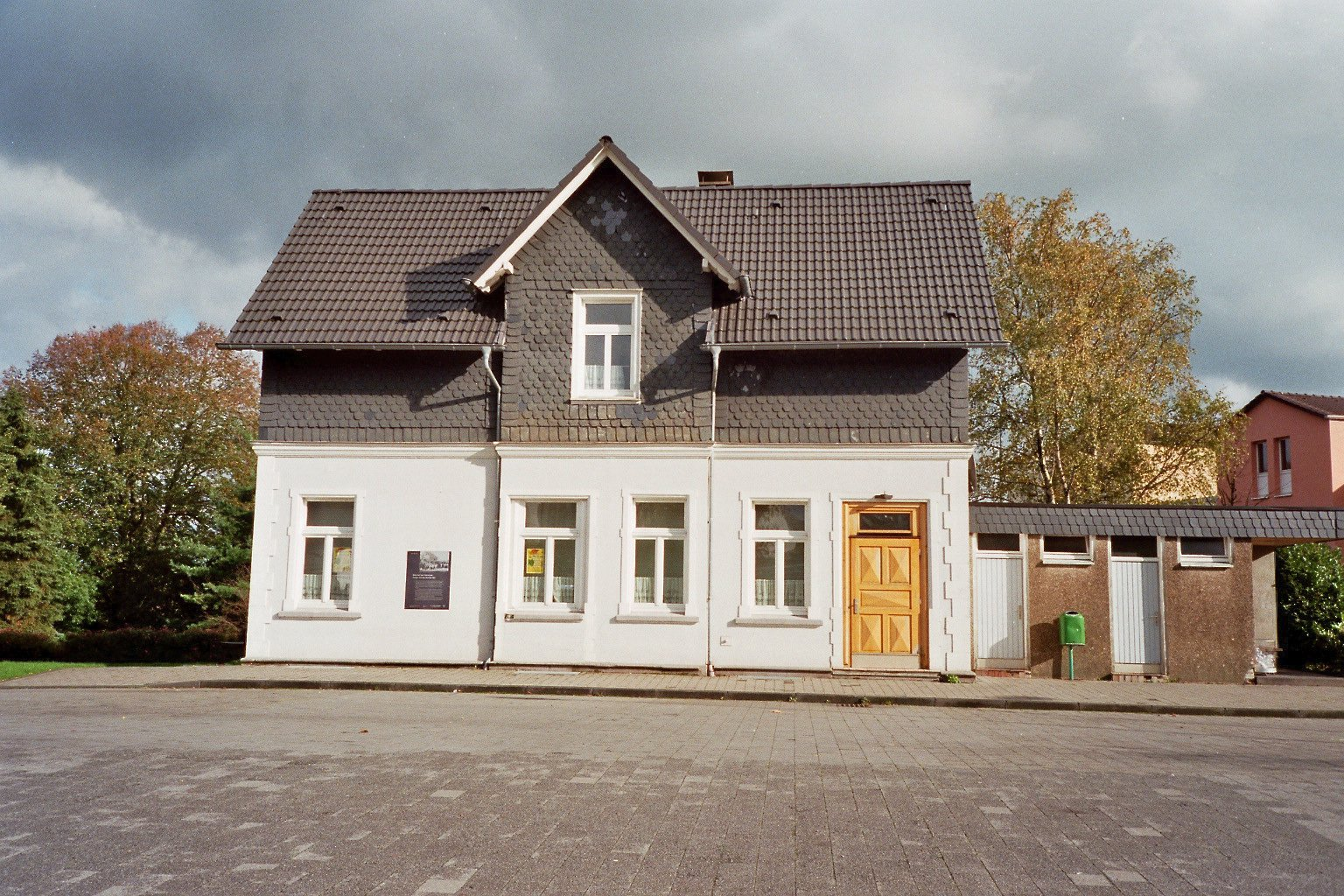
Ehemaliger Bahnhof Breckerfeld

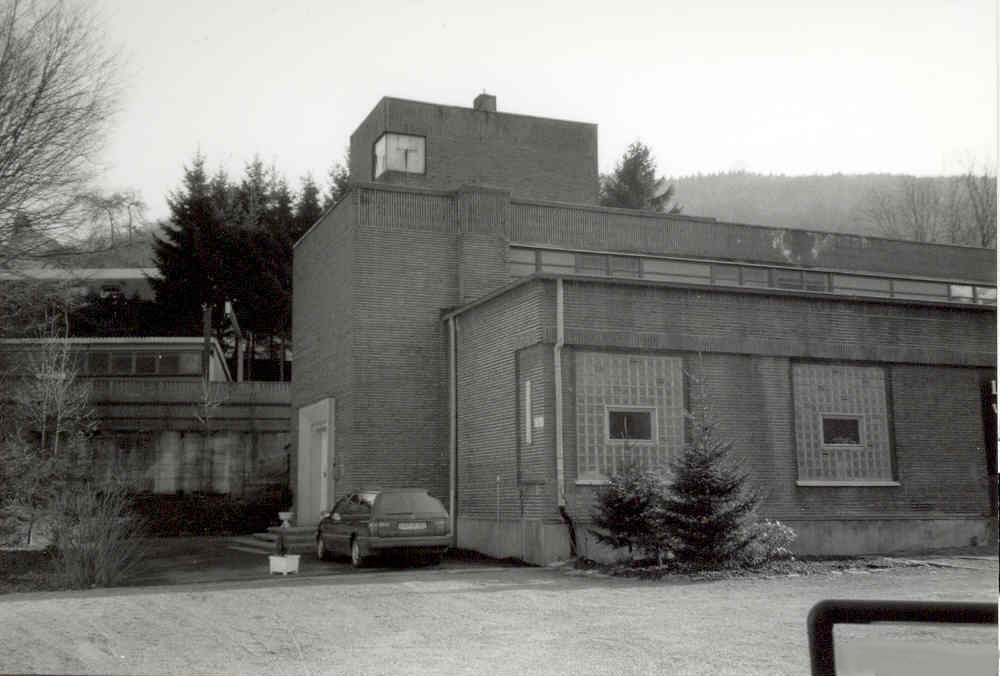
Ehemaliges Umspannwerk am Schützenhof

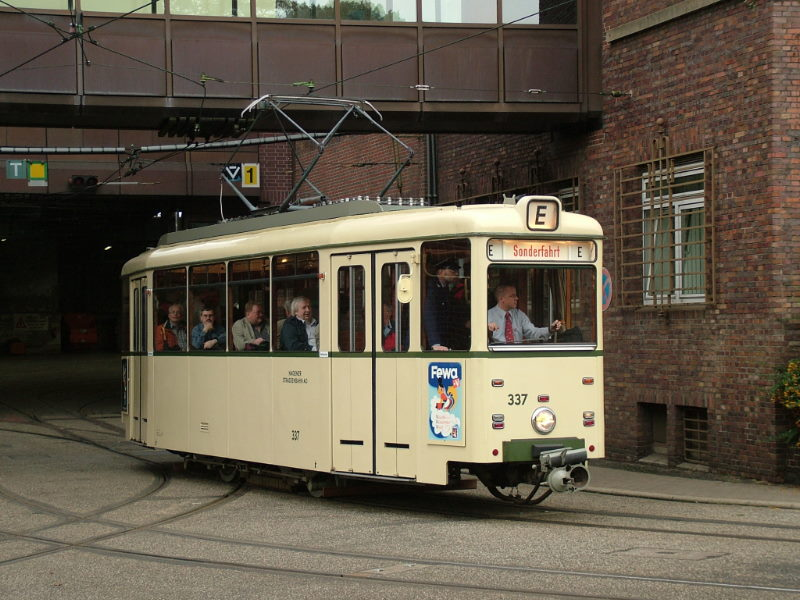
Historischer Hagener Straßenbahnwagen der Bergischen Museumsbahn auf Sonderfahrt in Bochum

Die Kleinbahn Haspe–Voerde–Breckerfeld war eine meterspurige Kleinbahn, welche die Städte Breckerfeld und Voerde mit dem Bahnhof Hagen-Haspe an der Bahnstrecke Elberfeld–Dortmund verband und zuletzt als Überlandstraßenbahn betrieben wurde. Die Schmalspurbahn führte aus dem engen Tal des Hasperbaches mit einer Kehre in der Nähe der Hasper Talsperre und einer Spitzkehre am Bahnhof Voerde auf die weite Breckerfelder Hochfläche, die in etwa 350 Meter Höhe über Normalnull die Umgebung überragt.

## Geschichte

### Planung
Erste Pläne für eine Kleinbahn im Gebiet um Voerde kamen in den 1890er Jahren auf, ursprünglich war an eine Verbindung Haspe – Voerde – Brinkerfeld (zwischen Voerde und Altenvoerde) gedacht worden. 

### Bau und Eröffnung
Die Strecke wurde in den Jahren 1901 bis 1907 von der Kleinbahn Voerde-Haspe Ges. m. b. H. erbaut, die Eigentümer der Gesellschaft waren:
- das Land Preußen,
- der Provinzialverband Westfalen und
- die damals noch selbstständige Gemeinde Voerde, heute zu Ennepetal gehörend.

Als erstes Teilstück ging am 1. Mai 1903 der 9,1 Kilometer lange Abschnitt Haspe–Voerde in Betrieb, bevor die Bahn am 30. September 1907 ihre Gesamtlänge von 18,39 Kilometern erreichte. Davon verliefen 2,40 Kilometer auf öffentlichen Straßen. Der Rest der Strecke besaß einen eigenen Bahnkörper abseits befestigter Wege. Im Spitzkehrenbahnhof Voerde mussten die Züge dabei ihre Fahrtrichtung wechseln. 
Hauptzweck der Bahn war der Güterverkehr im Tal des Hasperbaches sowie auf die Breckerfelder Hochfläche, wo sich diverse Handwerksbetriebe der Kleineisenindustrie angesiedelt hatten. Zu diesem Zweck wurden die normalspurigen Güterwagen der Eisenbahn auf Rollwagen beziehungsweise Rollböcke verladen. Hierzu existierte ab November 1904 ein Anschluss zum Staatsbahnhof Haspe an der Bahnstrecke Elberfeld–Dortmund, wo sich eine Rollbockgrube befand. Der Personenverkehr wurde im Stundentakt bedient. Für weiteren Betrieb auf der Kleinbahn sorgte der zwischen 1901 und 1904 erfolgte Bau der Hasper Talsperre, für deren Sperrmauer die Bahn das Material transportierte.
Nach dem Ersten Weltkrieg geriet die Betreibergesellschaft jedoch in wirtschaftliche Schwierigkeiten und musste 1921 den Personenverkehr einstellen. Die Gründe dafür lagen im allgemeinen wirtschaftlichen Niedergang nach dem Krieg.

### Elektrifizierung und Integration ins Hagener Straßenbahnnetz
Die Bahn und die Anteile der zuvor am Bau beteiligten Institutionen wurden am 7. Dezember 1926 von der Hagener Straßenbahn AG übernommen und ins Hagener Straßenbahnnetz integriert. Ursache für die Übernahme des angeschlagenen Unternehmens durch die Stadt Hagen war die letztlich 1929 erfolgte Eingemeindung der ehemals selbstständigen Stadt Haspe. Die Stadt Hagen erhoffte sich durch die Übernahme der Kleinbahn eine Ausweitung ihres Einflussbereiches auf die Städte und Gemeinden der Umgebung.
Im Zuge dieser Übernahme wurde die Kleinbahn elektrifiziert und in das Netz der Hagener Straßenbahn integriert, fortan pendelte die Linie 11 zwischen Breckerfeld und Hagen Markt. Dabei kam aufgrund der großen Streckenlänge eine vom Hagener Stadtnetz, wo mit 550 Volt gefahren wurde, abweichende Spannung von 1200 Volt Gleichstrom zur Anwendung. Für den daraus resultierenden Mischbetrieb beschaffte die Hagener Straßenbahn – auf Kosten des restlichen Straßenbahnbetriebs – in den Jahren 1927 und 1928 bei Killing 16 spezielle Zweisystemtriebwagen mit den Betriebsnummern 200 bis 215. Im Güterverkehr verkehrten fortan Elektrolokomotiven, die zuvor auf der Strecke verkehrenden Dampflokomotiven wurden verkauft. 
Nominal unterstand der Betrieb auf der Überlandstrecke der Hagener Vorortbahn GmbH, einer hundertprozentigen Tochter der Hagener Straßenbahn AG. Eine Betriebserleichterung stellte die ebenfalls 1927 eröffnete Wendeschleife im Bahnhof Voerde dar, die den neuen Personenwagen den Fahrtrichtungswechsel ersparte. Im Gegensatz dazu konnten die Güterzüge die Kehre aufgrund ihrer engen Radien nicht benutzen.
Wegen des nicht mehr finanzierbaren Kapitaldienstes meldete die Hagener Vorortbahn GmbH 1931 ebenfalls Konkurs an. Die Hagener Straßenbahn AG übernahm daraufhin den Betrieb selbst und deckte das Defizit mit Überschüssen aus anderen Betriebszweigen.

### Nachkriegszeit und Niedergang
Nach dem Zweiten Weltkrieg machte sich für die Kleinbahn die Konkurrenz durch die Massenmotorisierung immer stärker bemerkbar. Dennoch stellte die Gesellschaft ihre Überlandstrecke noch zum 8. April 1951 auf die niedrigere Stadtspannung um, woraufhin sie von allen Straßenbahnwagen flexibel bedient werden konnte. Am 1. Juli 1954 wurde der Güterverkehr eingestellt, die Elektrolokomotiven dienten fortan nur noch zur Schneeräumung. Durch den Bau einer Gleichrichterstation in Delle wurde 1955 für das gesamte Hagener Netz die Spannung auf einheitlich 750 V umgestellt. Daher verkehrte ab 1955 vorübergehend die Linie 3 Emst–Breckerfeld auf der Vorortbahn, bevor am 2. März 1958 wieder die Linie 11 – die jetzt von modernen Duewag-Großraumwagen bedient wurde – auf die Strecke zurückkehrte, diese wurde bis Hagen-Markt durchgebunden. 
Da die Linie 11 nur stündlich nach Breckerfeld fuhr, wurde am selben Tag eine Verstärkerlinie 10 von Haspe, Corbacher Straße zum Schützenhof eingerichtet. Seit 1958 wurden die Düwag-Wagen oft auf der Vorortbahn getestet. Am 2. November 1963 fuhr die letzte Bahn nach Breckerfeld; nachfolgend wurde die Linie 11 auf Busbetrieb umgestellt. (Siehe auch Straßenbahn Hagen#Chronologische Tabelle der Eröffnungen und Stilllegungen)
Heute ist noch das Breckerfelder Empfangsgebäude, der Viadukt unterhalb der Hasper Talsperre, der Lokomotivschuppen sowie das Umspannwerk in Hagen-Haspe am Schützenhof vorhanden. Die  Strecke selbst wird zu weiten Teilen als Bahntrassenweg genutzt. Die Steigung erreicht maximal drei Prozent.

## Fahrzeuge
Eine der beiden auf der Strecke eingesetzten Mallet-Dampflokomotiven blieb bei der Schweizer Museumsbahn Blonay–Chamby als Lokomotive 105 betriebsfähig erhalten. Zwei Elektrolokomotiven von AEG aus dem Jahr 1912 wurden nach der Ausmusterung an die Vereinigte Bern–Worb-Bahnen verkauft, wo sie als Ge 4/4 61 und 62 vor allem zur Schneeräumung eingesetzt wurden. Dabei erhielten sie 1966/1967 neue Lokkästen. Nach 50 Jahren Einsatz werden beide Loks nicht mehr benötigt. Die ehemalige HVB 1 wird dem Verein Bergisches Straßenbahnmuseum unentgeltlich überlassen. Er bemüht sich zum Stand Januar 2022 darum, den noch fehlenden Teil der Transportkosten zusammenzubringen und das Fahrzeug der Sammlung der Museumsfahrzeuge zuzuführen.